# Wodan - Timburcoaster
Wodan - Timburcoaster est un parcours de montagnes russes en bois du parc à thèmes Europa Park, situé en Allemagne. L'attraction est le 11e parcours de montagnes russes du parc, ce qui permet à Europa Park d'avoir le record du plus grand nombre de montagnes russes dans un parc européen. Conçue par l'architecte Frédéric Pastuszak, elle a ouvert le 31 mars 2012 dans le quartier islandais du parc.

## Construction
Le projet de Wodan a d'abord été envisagé derrière le quartier Russe, avec l'idée de construire des montagnes russes racing. La réalisation de ce type de montagnes russes étant plutôt long, un tel projet n'aurait pas pu être achevé pour l'année 2012 et, le parc ayant pour habitude d'innover chaque année, a décidé d'écarter cette option, préférant se concentrer sur un seul circuit de montagne russe. Finalement, le premier grand huit en bois du parc sera construit dans le récent quartier islandais (ouvert en 2009 avec Blue Fire Megacoaster), permettant ainsi d'accroître sa superficie et son attractivité. Le thème principal de l'attraction, la mythologie nordique (Wodan étant la dénomination germanique du dieu Odin), s'inscrit parfaitement dans l'ambiance du quartier islandais. Tous les composants en bois ont été fabriqués sur place dans l'atelier du parc. La construction a duré neuf mois, et jusqu'à 26 hommes y participaient. Alors que la plupart des attractions du parc ont été conçues et construites par l'entreprise Mack Rides, celle-ci est construite par une autre société, Great Coasters International spécialisée dans ce type d'attraction. L'entreprise Mack Rides a pourtant produit ses premières montagnes russes en bois en 1921 avant d'en arrêter la production quelques décennies plus tard. Aujourd'hui, elle ne produit que des montagnes russes métalliques.
L'attraction a été présentée à la presse et aux invités le 28 mars 2012. Le pilote automobile allemand Ralf Schumacher et Miss France 2012 en faisaient partie. Elle a ouvert au public le 31 mars 2012.

## File d'attente
La file d'attente est assez longue, mais comporte des animations pour tenir le visiteur en haleine.
Le parcours débute par la porte d'entrée, très significative pour la thématique : le monde Viking. En passant juste au-dessous de cette porte, on atterrit dans un village typique, bien détaillé, reconstituant un village nordique du début du Moyen Âge. Dans chacune des maisons existent des animations au vidéoprojecteur par exemple. Entre deux de ces maisons, est représenté l'effigie d'un personnage viking, celui de Wodan avec un accès juste en dessous. Là commence la file d'attente de l'attraction.
Après être passé en dessous de l'effigie, le visiteur a deux possibilités : il peut emprunter la file d'attente principale ou la file d'attente « Single rider », s'il est tout seul, le temps d'attente est souvent plus court. Cette file d'attente spéciale existe sur d'autres attractions du parc, Blue Fire Megacoaster, Arthur au Royaume des Minimoys et Eurosat - CanCan Coaster.
La file d'attente principale suit un petit chemin extérieur passant entre la montée sur chaîne (Lift Hill) et les freins de fin de parcours de l'attraction, avant de s'enfoncer dans un premier parcours souterrain, dont l'entrée est surplombée d'une souche d'arbre et d'un panneau de bois où il est écrit Yggdrasil,une référence à la Mythologie nordique. Après cela, le visiteur ressort du tunnel pour arriver de l'autre côté de l’attraction. À ce moment, il contourne une mare avec au milieu une statue immergée, représentant le dieu Wodan. Un passage de l'attraction passe également autour de cette mare.
Le visiteur passe ensuite à côté de roches ressemblant à des pierres tombales dont celle de Hel, déesse nordique mi-femme mi-squelette. Suit ensuite un nouveau tunnel comportant des statues géantes tenant le toit assez bas de la file. Peu après, le visiteur passe dans un passage dans la brume et longe un dragon encastré dans le mur.
Le visiteur arrive ensuite dans une salle dans laquelle se trouve une structure en bois évoquant les fondations de l'attraction. Lorsque les trains passent, la structure en bois s'ébranle brutalement, faisant penser que la structure va s'effondrer. Juste après, le visiteur longe une nouvelle fois une mare avec une fontaine qui parle. Sorti de ce tunnel, le visiteur marche encore quelques mètres, tombe sur deux files : une pour les personnes voulant aller en première place, et une pour les personnes voulant les autres places. Il choisit sa voie, monte des escaliers et il arrive dans la gare d'embarquement.

## Parcours
Le parcours de l'attraction qui occupe une surface de 1,6 hectare croise ceux de deux autres attractions du parc : Atlantica SuperSplash et Blue Fire Megacoaster. Le circuit a une hauteur maximale de 40 mètres, où culminent deux loups crachant du feu. Sa longueur est de 1 050 mètres, il possède une vitesse maximale de plus de 100 km/h ainsi qu'une accélération maximale de 3,5 g ; il passe à travers trois tunnels. La première descente traverse la structure du lift hill. Le train fait un fly-through, c'est-à-dire qu'il traverse la gare à toute allure.

## Trains
Wodan - Timburcoaster a 3 trains de 12 wagons. Les passagers sont placés à 2 sur un rang pour un total de 24 passagers par train. Ce sont des trains Millennium Flyer, construits par Great Coasters International. Les trains ont la particularité d'utiliser des roues en polyuréthane contrairement aux montagnes russes en bois classiques qui utilisent des roues en acier.

## Nom de l'attraction

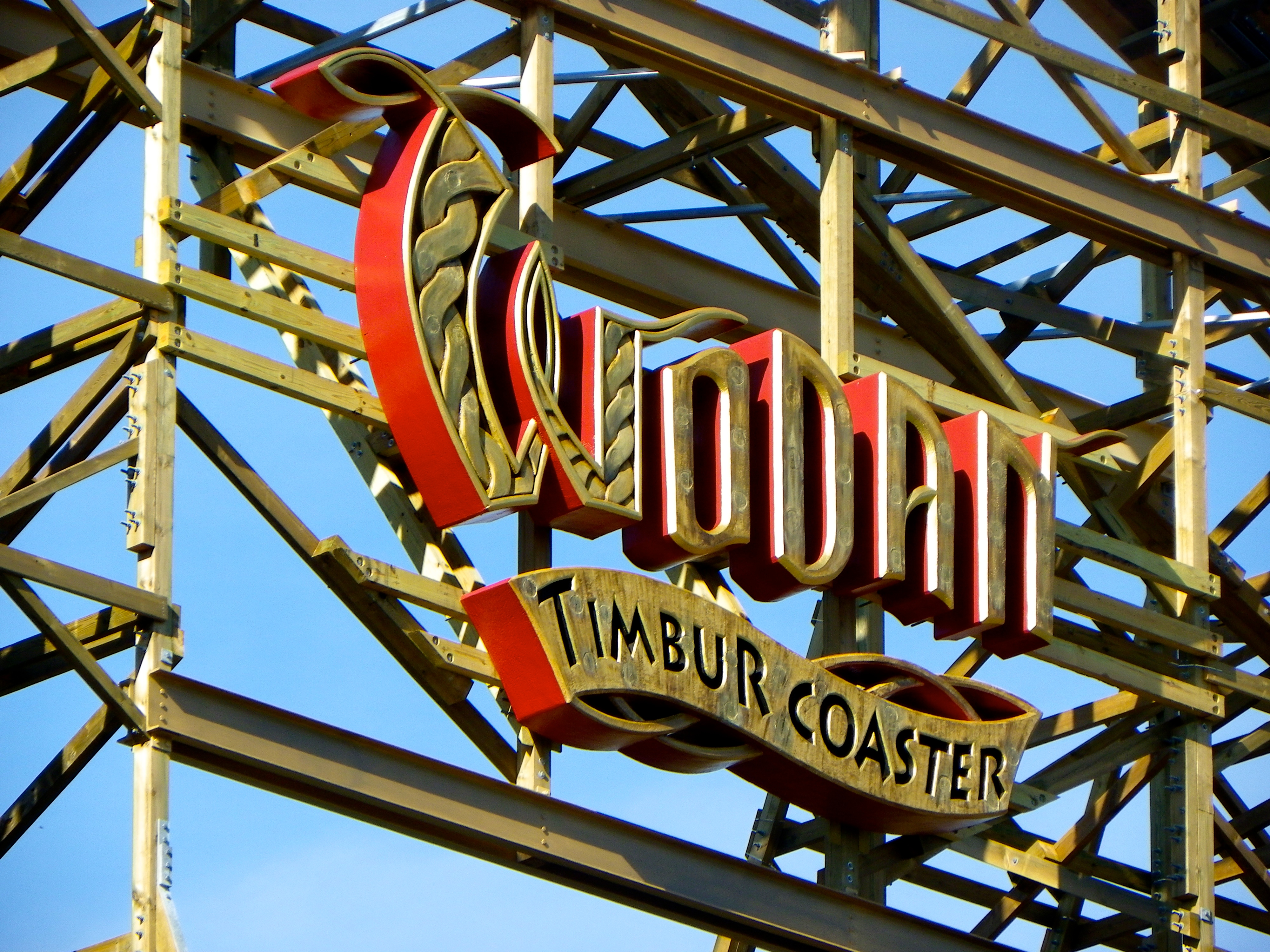
Logo accroché à la structure de l'attraction.

Le nom de l'attraction fait référence à Wotan, la version germanique du dieu norvégien Odin. Wotan est également proche phonétiquement de Wooden nom anglais donné à ce type de montagnes russes. L'autre partie du nom, Timbur, qui veut dire bois en islandais ancien, a été choisi en référence aux matériaux de construction de l'attraction,.

## Classements
Avec une hauteur de 40 mètres et une vitesse de 100 km/h, Wodan - Timburcoaster sont les deuxièmes montagnes russes en bois les plus hautes et les deuxièmes plus rapides d'Europe après Colossos à Heide-Park.
L'attraction reçoit plusieurs Golden Ticket Awards par le journal Amusement Today, et est classée 23e en 2016 dans le top 50 des meilleures montagnes russes en bois du monde. Elle remonte 15e en 2017, puis 16e en 2018, et enfin 23e en 2019.

## Statistiques
- Hauteur : 40 mètres
- Longueur : 1 050 mètres

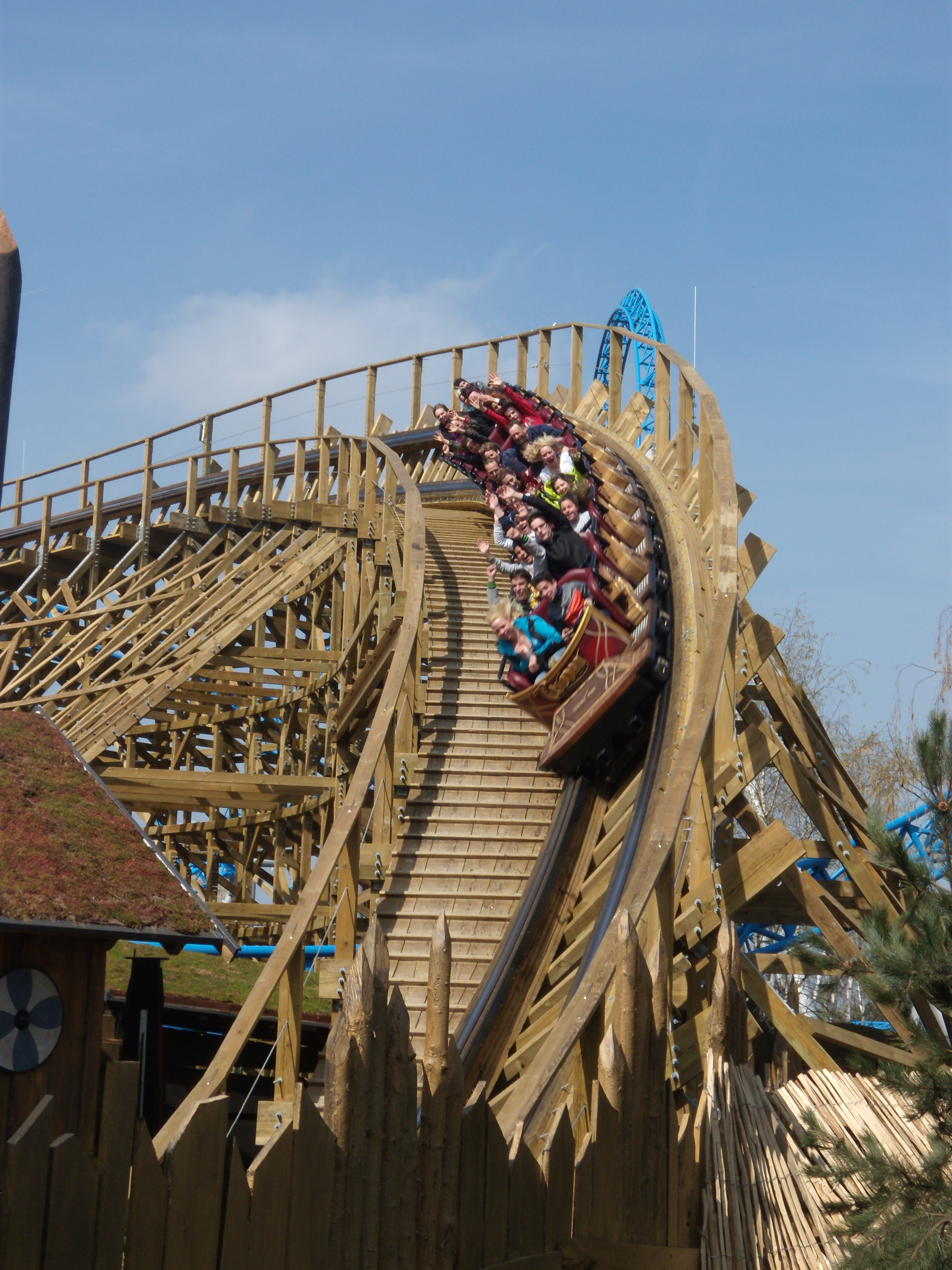
Train sur le parcours.

- Vitesse maximale : plus de 100 km/h
- Accélération maximale : 3,5 g
- Durée : 2 min 30 s
- Angle de chute maximal : 52 degrés
- Inclinaison maximale de la voie : 65 degrés
- Nombre de trains : 3
- Nombre de passagers par train : 24
- Masse d'un train (avec les passagers) : environ 7,7 tonnes
- Longueur d'un train : 12,80 mètres
- Capacité par heure : 1 250 personnes
- Capacité par jour : 18 000 personnes
- Taille minimale : 1,20 mètre
- Âge minimal : 6 ans
- Surface au sol : 1,6 hectare (220 × 72 mètres)
- Volume de bétonnage pour les fondations et le bâtiment : 3 000 m3
- Poids de l'acier dans le béton : 315 tonnes
- Volume du bois : environ 1 000 m3
- Nombre de poutres : environ 21 000 m3
- Nombre de clous : 2 millions
- Nombre de vis : 100 000[14]